# Alessandra Galloni
Alessandra Galloni (Roma, 1974) es una periodista italiana; desde 2021 es la redactora jefe de la agencia de noticias internacional Reuters. Primera vez que una mujer dirige la empresa en ciento setenta años de historia.

## Biografía
Nació en Roma, se graduó en economía en la Universidad de Harvard en 1995. En 2002 obtuvo un máster a la London School of Economics. Entonces decidió residir en la capital británica.
Al inicio de la carrera trabajó en la agencia Associated Press y en el servicio de noticias italiano de la misma Reuters.
Después pasó 13 años en el diario estadounidense Wall Street Journal donde desempeñó diversas funciones, desde corresponsal en Europa (Londres, París y Roma) hasta cronista en el sector económico y financiero, ascendiendo en el escalafón.
En 2013 regresó a Reuters como directora editorial de la oficina del Sur de Europa. En 2015 fue nombrada editora global de noticias, es decir, responsable de todos los reportajes en la agencia. El 13 de abril de 2021 fue nombrada redactora jefe, la primera mujer en los ciento setenta años de historia que dirige la agencia de prensa británica. La agencia cuenta con 2450 periodistas en 200 lugares en el mundo.

## Premios y reconocimientos
- 2004: «Overseas press club award» (Estados Unidos), para la cobertura periodística del escándalo Parmalat[6]
- 2005: «United Kingdom business journalist of the year» (Gran Bretaña).

## Obras
- (en inglés) From the End of the Earth to Rome, 2013 (Libro electrónico sobre el papa Francisco)